# Ląd
Ląd (deutsch: Lond) ist ein  Dorf in Polen, in der  Woiwodschaft Großpolen, im  Powiat Słupecki. Der Ort liegt 12 km südlich von Słupca und 71 km östlich von Posen. Im Jahre 2021 hatte das Dorf 508 Einwohner. Ląd liegt an der Straße der Zisterzienser. Sehenswert ist hier das Kloster Ląd.

## Geschichte
Das Dorf wurde das erste Mal im Jahre 1282 in einem Dokument von Przemysł II. erwähnt.